# Iter criminis
Iter criminis es una locución latina, que significa «camino del delito», utilizada en Derecho penal para referirse al proceso de desarrollo del delito, es decir, las etapas que posee, desde el momento en que se idea la comisión de un delito hasta que se consuma.
Por lo tanto, el iter criminis es un desarrollo dogmático, creado por la doctrina jurídica, con idea de diferenciar cada fase del proceso, asignando a cada fase un grado de consumación que permita luego aplicar las diferentes penas.
El iter criminis o camino del delito son las diferentes fases que atraviesa una persona desde que en su mente se produce la idea de cometer un delito hasta que efectivamente lo lleva a cabo.  Lo importante de estas fases es diferenciar cuál de ellas es relevante para el Derecho Penal. Diferenciamos por tanto dos fases: fase interna y fase externa del camino del delito. 
El delito, es un fenómeno psíquico-físico, pues este nace en la mente del autor y se consuma materialmente a través de la ejecución de una acción que produce un resultado, el delito también es una infracción del deber ético-social. A esta estructura que sigue el delito se le denomina, iter criminis, y se inicia desde la idea delictiva hasta la consumación del delito, en este trayecto pueden distinguirse varios momentos.
Al respecto de esto, también se señala es el conjunto de actos sucesivos que sigue el delito en su realización. En muchos casos el delito no aparece de pronto, sino que sigue un proceso que los clásicos denominaban “iter criminis” o “camino del delito”. Antes de producirse el resultado, partimos de la simple idea de cometer un delito, idea que surge en la mente del delincuente o agresor, y que termina con la consumación de ese ilícito penal. Todos los actos que van desde la ideación del delito, hasta su consumación es el “iter criminis”. Por lo tanto, desde el surgimiento de la idea acerca del hecho criminal en la mente del sujeto, hasta el agotamiento del delito, existen diversos momentos o etapas que se dan en la realización del mismo. La importancia de las distintas fases reside en que algunos de los actos son punibles, pero otros no los son. Con relación al denominado “iter criminis” el derecho penal interviene en el momento en que comienza a exteriorizarse la voluntad del autor.

## Fases del delito

### Fase interna
La fase interna del delito es la que sucede en la mente del autor y no puede, en ningún caso, ser objeto del Derecho penal, porque es necesaria la exteriorización mediante acciones u omisiones de ese hecho delictivo.  Todo ello se basa en el principio Cogitationes poenam nemo patitur, aforismo latino que significa que con el mero pensamiento no es punible (sancionable). Se produce la ideación, la deliberación y la resolución del delito.
La fase interna se halla constituida por todos los momentos del ánimo a través de los cuales se formaliza la voluntad criminal y que preceden a su manifestación. Se distinguen: la ideación del delito, la deliberación y la resolución criminal. La fase interna es por sí sola irrelevante, el derecho penal interviene a partir de la manifestación de la voluntad. Como sabemos el derecho penal sanciona conductas y no pensamientos.

### Fase externa
En cuanto a la fase externa es la materialización de la idea, y en esta fase sí que ya puede intervenir el Derecho Penal. El problema en este caso es determinar a partir de qué momento nos encontramos ante una acción u omisión punible, y para ello la doctrina ha diferenciado dos grandes grupos, los actos preparatorios y los actos ejecutivos.

#### Actos preparatorios
En esta fase el autor del delito se provee de los materiales o conocimientos necesarios para llevar a cabo su delito. Éstos son actos equívocos y multívocos: es decir, tienen varios significados y varios sentidos posibles, siendo actos susceptibles de varias interpretaciones. Los actos intermedios se consideran un momento intermedio entre la fase interna y la ejecución del delito, y pueden ser considerados punibles. Tienen tal consideración los siguientes:
1. Conspiración: se trata del concierto entre dos o más sujetos para ejecutar un delito y resolución ejecutable.  Para que se produzca es necesario :
  1. El concurso de dos o más personas que reúnan las condiciones necesarias para poder ser autores del delito
  2. El concierto de voluntades entre ellas o pactum scaleris
  3. La resolución ejecutiva de todas y cada una de ellas, o decisión sobre la efectividad de lo proyectado
  4. Que dicha resolución tenga por objeto la ejecución de un delito concreto,  y que este sea de los que el legislador ha considerado especialmente merecedor de punibilidad
  5. Que exista un lapso relevante entre el proyecto y la acción que permita apreciar una mínima firmeza de la resolución, ya que no puede ser repentina y espontáneamente
  6. Que no se haya dado comienzo a la ejecución delictiva, pero sí se haya tomado la decisión de iniciar una actividad concreta que manifieste la voluntad de delinquir
2. Proposición: se trata de un acto preparatorio en su modalidad de resolución manifestada, que implica una ausencia de actos ejecutivos. Se le denomina a este acto preparatorio de inducción frustrada o tentativa de inducción. Los requisitos para que se produzca son los siguientes:
  1. Resolución firme del proponente para la ejecución del hecho.
  2. El propósito de intervenir directa o personalmente en la ejecución del hecho delictivo.
  3. La búsqueda de otra persona para participar en el hecho, independientemente que sea o no aceptada por la persona a que se proponga.
  4. Ausencia de inicio de ejecución, ya que en el CP no se exige que el proponente tenga real intención de participar realmente en la ejecución del hecho.
3. Provocación para delinquir: se trata de procurar la perpetración de un delito. En este caso, el provocador no necesariamente ha de tomar parte directa y materialmente en el acto, solo se exige que intente determinar en otros la ejecución de un hecho delictivo. Se requiere:
  1. Iniciativa para la ejecución de hechos delictivos
  2. Que el destinatario lo perciba, ya sean uno o varios destinatarios
  3. Que tenga la finalidad de convencer a los receptores del mensaje
  4. Ausencia de inicio de la ejecución

#### Actos ejecutivos
En cuanto a los actos ejecutivos: el principio es contrario, es decir, que todos los actos son punibles. Se han utilizado varias teorías para diferenciar los actos preparatorios y los actos ejecutivos: 
1. Teorías subjetivas: serían aquellas para las cuales lo determinante es la opinión del autor sobre su plan criminal.
2. Teoría objetivo-material: según esta teoría, los que se encuentran unidos a los actos ejecutivos de manera que son parte de aquellos.

Los actos ejecutivos, en definitiva, son aquellos en que el sujeto comienza la ejecución del delito, independientemente de que este se termine produciendo o no: es decir, que sea consumado (parcial o totalmente) o que se quede en tentativa de delito.

### Delito consumado y frustrado
En el Derecho penal español, el delito se entiende consumado desde que hay inicio de ejecución, sin atender si se producen o no los resultados esperados. No obstante, la doctrina y algunas legislaciones extranjeras distinguen entre el delito efectivamente consumado y el que no alcanza a serlo:
- Delito consumado: Cuando el delito se desarrolla y produce sus efectos en forma integral.
- Delito frustrado: Tiene lugar cuando alguien ha realizado, con el objeto de cometer un delito, todo lo necesario para consumarlo y, sin embargo, no lo ha logrado por circunstancias ajenas a su voluntad. Se diferencia de la tentativa de delito en que, en este caso, el fracaso en la obtención del resultado delictivo se debe a la voluntad de un tercero, pero si que se hayan ejecutados todos los actos necesarios para la consumación.

### Tentativa de delito
Con respecto a la tentativa, puede ser de dos tipos, acabada (donde el sujeto realiza todos los actos para la comisión del delito), como inacabada (en la que el sujeto realiza solo una parte de los actos). La diferencia entre estas dos clases de tentativa deviene con respecto a la determinación de la pena, es decir, en el plano práctico, ya que según el art. 62 del CP, «a los autores de tentativa se les impondrá una pena inferior en uno o dos grados a la señalada por la Ley para el delito consumado, en la extensión que se estime adecuada». 
La tentativa consta de una estructura diferenciada por dos tipos, tipo objetivo que es el comienzo de ejecución propiamente dicho; y el tipo subjetivo o dolo, es decir, la voluntad del sujeto de querer realizar el tipo objetivo. Podemos por ello confirmar que posee la misma estructura que el delito consumado. 
En este punto, hemos de hacer referencia al desistimiento del delito en grado de tentativa, que se produce cuando un sujeto renuncia a la consumación del delito iniciada ya la fase ejecutiva, y al que se considera una causa personal o excusa absolutoria. Para que se produzca ese desistimiento, se exigen dos requisitos:
1. Ha de ser una decisión voluntaria del sujeto: se trata de una actitud psíquica del que desiste. Hay que distinguir entre: si el intento aún no ha fracasado y depende de la voluntad del que desiste conseguir la voluntad; o si por el contrario, si el sujeto, tras un primer intento fracasado, puede aún conseguir su objetivo. Lo importante por tanto es que además de posible sea también definitivo, es decir, basta con que desista de su propósito originario, siendo independiente que en el futuro vuelva a intentarlo de nuevo. Sin embargo, hay que diferenciar si el desistimiento es voluntario (se desiste por motivos éticos), que sea involuntario (se desiste por motivos interesados), en cuyo caso no exime de responsabilidad penal.
2. Ha de evitar la consumación del delito: se puede desistir en dos situaciones, cuando ya estamos ante tentativa acabada o en supuestos de tentativa inacabada. Si a pesar de desistir, el resultado consumativo se produce, se ha de tratar como concurso real entre tentativa del delito doloso con la atenuante de arrepentimiento u otra análoga y el resultado consumado por imprudencia, si se dan los requisitos.

En estos casos de desistimiento, los sujetos quedarán exentos de responsabilidad penal, salvo que hayan ejecutados actos constitutivos de otros delitos o faltas. En caso de desistimiento, la eficacia excluyente de responsabilidad penal alcanza únicamente al que desiste, ya que es una excusa absolutoria personal.